# Seria „Z kosmonautą”
Seria „Z kosmonautą” – seria książek wydawanych przez Spółdzielnię Wydawniczą „Czytelnik” ukazująca się od 1978 roku do początku lat 90. XX wieku. Redaktorem serii był do 1984 Lech Jęczmyk.

## Odbiór
W ocenie Antoniego Smuszkiewicza była to najbardziej znana seria fantastyki w Polsce dekady 1976-1985, opisano ją jako „prezentującą najciekawsze pozycje światowej i polskiej SF”. Za „niewątpliwie najlepszą i najbardziej uznaną” uznał ją Marek Oramus. 
Obok serii „Fantastyka-Przygoda” i antologii Kroki w nieznane (wydawanych przez „Iskry”), a także „Fantastyki i Grozy” Wydawnictwa Literackiego, to najbardziej znana seria science fiction w czasach PRL.

## Pozycje
| Tytuł                                   | Autor                     | Rok wydania | Język oryginału |
| --------------------------------------- | ------------------------- | ----------- | --------------- |
| Rakietowe szlaki (T. 1-2)               | antologia                 | 1978        | angielski       |
| Wynalazca wieczności                    | antologia                 | 1978        | rosyjski        |
| Gość z głębin                           | antologia                 | 1979        | polski          |
| Kurs na zderzenie                       | Barrington J. Bayley      | 1983        | angielski       |
| Jan San – Moje przygody z psioniką      | Czesław Białczyński       | 1990        | polski          |
| Ostatni statek z planety Ziemia         | John Boyd                 | 1979        | angielski       |
| Dzikusy; Białe skrzydła kopciuszka      | Kir Bułyczow              | 1985        | rosyjski        |
| Rycerze na rozdrożach                   | Kir Bułyczow              | 1979        | rosyjski        |
| Śmierć na żywo                          | Dawid Guy Compton         | 1984        | angielski       |
| Testament Overmana                      | Edmund Cooper             | 1979        | angielski       |
| Zdobywca przestworzy                    | Edmund Cooper             | 1987        | angielski       |
| Człowiek z Wysokiego Zamku              | Philip K. Dick            | 1981        | angielski       |
| Słoneczna loteria                       | Philip K. Dick            | 1981        | angielski       |
| Planeta śmierci                         | Harry Harrison            | 1982        | angielski       |
| Ostatni eksperyment                     | Julia Iwanowa             | 1989        | rosyjski        |
| Koniec końców                           | Marek Kreutz              | 1991        | polski          |
| Bogowie wojny                           | Gérard Klein              | 1979        | francuski       |
| Nieśmiertelni                           | Henry Kuttner             | 1986        | angielski       |
| Stos kłopotów (opowiadania)             | Henry Kuttner             | 1986        | angielski       |
| Twonk (opowiadania)                     | Henry Kuttner             | 1988        | angielski       |
| Wędrowiec                               | Fritz Leiber              | 1980        | angielski       |
| Szkarłatna dżuma (opowiadania)          | Jack London               | 1978        | angielski       |
| Senni zwycięzcy                         | Marek Oramus              | 1982        | polski          |
| Twarzą ku ziemi                         | Maciej Parowski           | 1981        | polski          |
| Tranzyt                                 | Pierre Pelot              | 1983        | francuski       |
| Człowiek z dwóch czasów                 | Bob Shaw                  | 1979        | angielski       |
| Syriusz                                 | Olaf Stapledon            | 1989        | angielski       |
| Przyjaciel z piekła                     | Arkadij i Boris Strugaccy | 1979        | rosyjski        |
| Trudno być bogiem; Drugi najazd Marsjan | Arkadij i Boris Strugaccy | 1983        | rosyjski        |
| Wyspa Wojny                             | Jerzy Szperkowicz         | 1990        | polski          |
| Syreny z Tytana                         | Kurt Vonnegut             | 1983        | angielski       |
| Gdzie dawniej śpiewał ptak              | Kate Wilhelm              | 1981        | angielski       |
| Nagi cel                                | Adam Wiśniewski-Snerg     | 1980        | polski          |
| Nagi cel (wyd. 2)                       | Adam Wiśniewski-Snerg     | 1984        | polski          |
| Nagi cel (wyd. 3)                       | Adam Wiśniewski-Snerg     | 1990        | polski          |
| Wir pamięci                             | Edmund Wnuk-Lipiński      | 1979        | polski          |
| Rozpad połowiczny                       | Edmund Wnuk-Lipiński      | 1988        | polski          |
| Cylinder van Troffa                     | Janusz Zajdel             | 1980        | polski          |
| Wyjście z cienia                        | Janusz Zajdel             | 1983        | polski          |